# Jan Lapidoth
Jan de Man Lapidoth (Mosca, 16 giugno 1915 – Bromma, 11 giugno 1989) è stato un bobbista svedese.

## Biografia
Viene ricordato come vincitore di una medaglia di bronzo nella sua disciplina, ottenuta ai campionati mondiali del 1953 (edizione tenutasi a Garmisch-Partenkirchen, Germania) insieme ai suoi connazionali Walter Aronsson, Nils Landgren e Kjell Holmström
Totalizzarono il terzo miglior tempo, preceduti solo dalle nazionali tedesca e statunitense.